# Viktor Ferdinand von Kranold

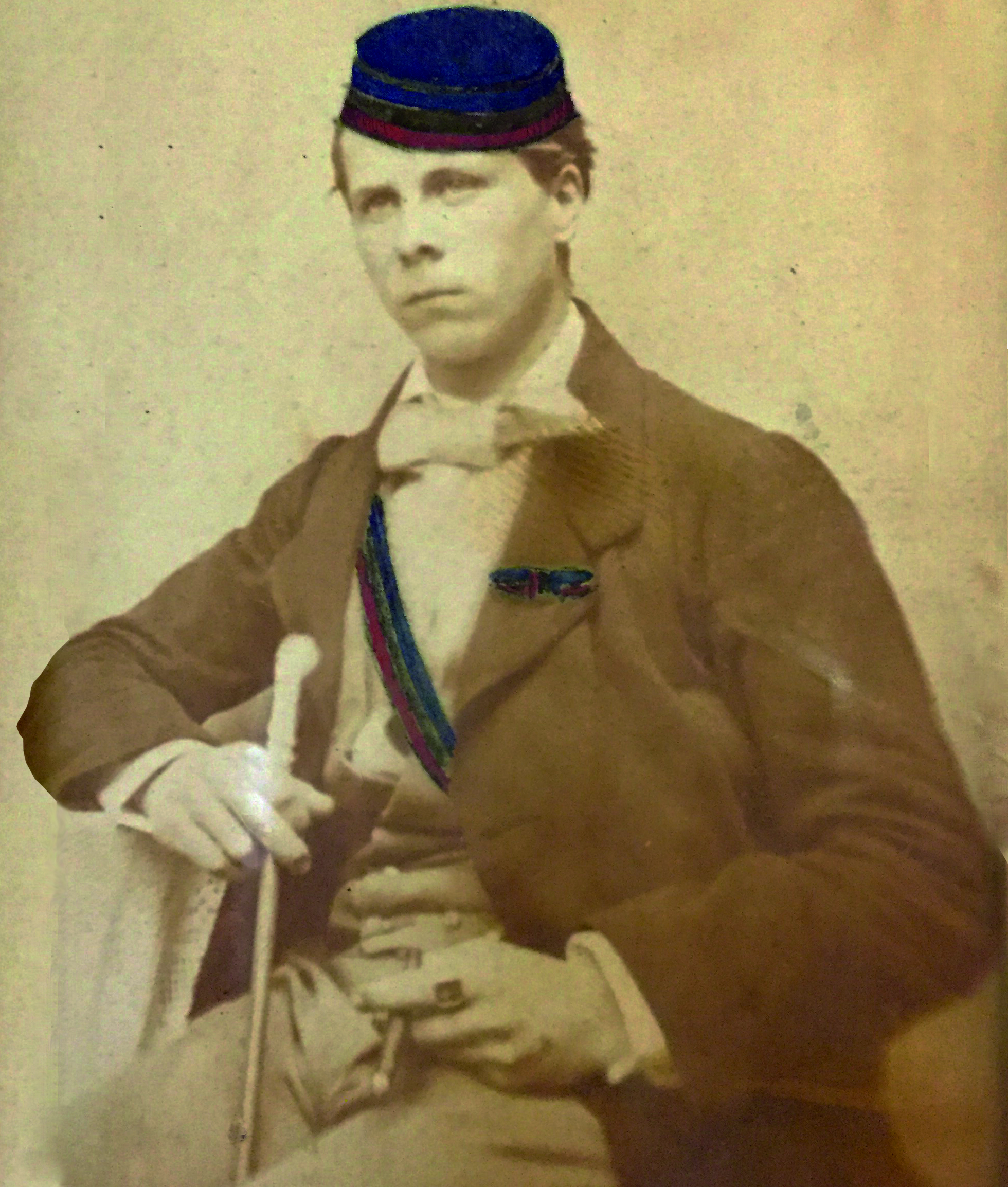
Kranold als Leipziger Lausitzer

Viktor Ferdinand Kranold, ab 1904 von Kranold, (* 19. September 1838 in Eilenburg; † 22. September 1922 in Berlin) war ein deutscher Eisenbahnbeamter und Präsident der Königlichen Eisenbahndirektion (KED) Berlin.

## Leben
Viktor Kranold besuchte die Landesschule Pforta. Er studierte anschließend von 1857 bis 1859 Rechtswissenschaften an der Universität Leipzig, wo er im Corps Lusatia Leipzig aktiv war. Er beendete sein Studium 1860 an der Schlesischen Friedrich-Wilhelms-Universität und diente als Einjährig-Freiwilliger. Ab 1862 war er Referendar am Amtsgericht Eilenburg. Als Reserveoffizier nahm er am Deutsch-Dänischen Krieg und am Deutschen Krieg teil. Nach dem Assessorexamen trat er 1867 in die Staatseisenbahnverwaltung. 1868 war er Hilfsarbeiter bei der Königlichen Eisenbahnoberdirektion Breslau. 1870 wechselte er zur Wilhelmsbahn nach Ratibor. Ab diesem Zeitraum war er auch Mitglied der Königlichen Oberschlesischen Eisenbahndirektion und wurde fünf Jahre danach Mitglied der Königlichen Niederschlesisch-Märkischen Eisenbahndirektion mit Sitz in Berlin. 1884 wurde er Präsident der Eisenbahndirektion Breslau, 1893 Präsident der Berliner Eisenbahndirektion. Dieses Amt führte er bis 1904 aus. In seiner Amtszeit wurden die Anhalter Vorortbahn nach Groß-Lichterfelde Ost und der Bahnhof Hermannstraße in Berlin-Neukölln gebaut. 

## Ehrungen
1896 erhielt Kranold den Charakter Wirklicher Geheimer Oberregierungsrat. Sein Corps wählte ihn auf dem 90. Stiftungsfest am 18. Juli 1897 zum Ehrenmitglied. Von Wilhelm II. (als König von Preußen) wurde er 1904 nobilitiert. In Berlin wurden der Kranoldplatz in Neukölln und der Kranoldplatz am Bahnhof Lichterfelde Ost sowie jeweils eine Straße in Berlin-Neukölln (→ hier), Berlin-Kaulsdorf (→ hier) und in Eilenburg nach ihm benannt.